# Choose to Love, Live or Die
Choose To Love, Live Or Die is de debuut-ep van I Killed The Prom Queen en kwam in 2002 uit op Final Prayer in Australië. Twee nummers op deze ep komen ook voor op Your Past Comes Back To Haunt You.

## Track listing
1. Choose to Love Live or Die
2. The Paint Brush Killer
3. Dream as Hearts Bleed
4. Upon a Rivers Sky